# Louis Poggi
Louis Poggi (* 18. Juni 1984 in Bastia) ist ein französischer Fußballspieler, der fast seine gesamte Laufbahn beim Gazélec FC Ajaccio verbracht hat. Mit diesem trat er langjährig in Amateurligen an, bevor die Qualifikation für die zweite und 2015 sogar für die erste Spielklasse Frankreichs gelang.

## Karriere

### Beginn seiner Laufbahn (bis 2005)
Poggi wurde in Bastia auf der zu Frankreich gehörenden Mittelmeerinsel Korsika geboren und begann das Fußballspielen beim dort angesiedelten Verein AJ Bastia. Später glückte ihm die Aufnahme ins Nachwuchsleistungszentrum des FC Nantes, doch blieb ihm der Durchbruch im Profifußball verwehrt. Er kehrte nach Korsika zurück und kam im August 2000 zum Drittligisten Gazélec FCO Ajaccio, dem nach dem AC Ajaccio zweitstärksten Klub aus der Inselhauptstadt. Zunächst trat er in dessen Jugendmannschaft an, rückte 2001 nach dem Zwangsabstieg in die vierthöchste Spielklasse jedoch in die erste Mannschaft auf. Der zu diesem Zeitpunkt 17-Jährige wurde zunächst nur sporadisch aufgeboten, ehe er sich im Verlauf der Saison 2002/03 einen Stammplatz erkämpfen konnte. Mit dem GFC konnte er sich in den nachfolgenden Jahren in der dritten Liga etablieren. 2005 wechselte der defensive Mittelfeldspieler, der teils auch als Links- bzw. Rechtsaußen aufgeboten wurde, zum ebenfalls drittklassigen Sporting Toulon.

### Intermezzo bei Toulon (2005–2007)
Bei Toulon wurde er regelmäßig aufgeboten und sollte dem Klub an der Mittelmeerküste des französischen Festlands zum angestrebten Aufstieg in die zweite Liga verhelfen. Die sportlichen Ambitionen konnten allerdings überhaupt nicht umgesetzt werden, weswegen es 2007 sogar zum Abstieg in die Viertklassigkeit kam. Angesichts dessen entschied sich Poggi für eine Rückkehr zum mittlerweile ebenfalls auf dieses Niveau abgestiegenen Gazélec FCO Ajaccio.

### Rückkehr nach Ajaccio (seit 2007)
Von 2007 an blieb er dauerhaft beim GFC, über den er in einem Interview sagte: „[...] tatsächlich bedeutet [der Verein] mir alles. Ich bin als Junge hierher gekommen und wurde mit offenen Armen aufgenommen.“ In der Spielzeit 2007/08 wurde er nicht eingesetzt, konnte sich anschließend hingegen wieder als Stammspieler etablieren. 2010/11 erzielte er mit sieben Treffern einen Bestwert hinsichtlich seiner Torerfolge und trug so zum Wiederaufstieg in die dritte Liga dabei. Nur ein Jahr später glückte der weitere Sprung in die Zweitklassigkeit und damit in den Profibereich. Somit konnte der inzwischen 28 Jahre alte Poggi doch noch sein Debüt im professionellen Fußball feiern, als er am 27. Juli 2012 bei einem 0:0 gegen den SM Caen in der Startelf stand. Den weiteren Saisonverlauf erlebte er als unangefochtener Leistungsträger, konnte den direkten Wiederabstieg seiner Mannschaft aber nicht abwenden.
In der Spielzeit 2013/14 glückte Ajaccio der sofortige Wiederaufstieg in die zweithöchste Liga, in welche Poggi das Team als Kapitän führen sollte. Gegen Mannschaften wie den zuvor abgestiegenen Stadtrivalen AC Ajaccio wurde der Klassenerhalt als Ziel ausgegeben, doch die von ihm angeführte Elf konnte sich weit oben in der Tabelle festsetzen. 2015 wurde der überraschende Sprung in die erste französische Liga perfekt gemacht, womit der inzwischen 30-jährige Spieler den größten Erfolg seiner Laufbahn verbuchen konnte. Nach dem Aufstieg blieb er zwar Kapitän, wurde aber nur noch gelegentlich aufgeboten und debütierte erst am 7. Spieltag am 23. September 2015 bei einem 1:1 gegen Stade Rennes in der höchsten Spielklasse. Insgesamt wirkte er in der Saison 2015/16 an 15 Begegnungen mit und blieb mit seiner Mannschaft in Reichweite der Nichtabstiegsplätze, konnte den direkten Wiederabstieg jedoch nicht abwenden. 2017 verließ er den Verein nach zehn Jahren.